# Susú Pecoraro
Susana Raquel Pecoraro (Buenos Aires, 4 de diciembre de 1953), conocida como Susú Pecoraro, es una actriz argentina de cine, teatro y televisión.

## Biografía
Nació en Buenos Aires, el 4 de diciembre de 1953. Egresada del Conservatorio de Arte Dramático (1970-1975).
En 1977, al poco tiempo de terminar sus estudios, empezó a trabajar en numerosos unitarios y telenovelas. Su primera participación en cine fue en la película Allá lejos y hace tiempo (1978). Luego realizó La fiesta de todos, Mis días con Verónica, Señora de nadie y El arreglo.
En 1984 protagonizó Camila, el film dirigido por María Luisa Bemberg en el que compartió cartel con el español Imanol Arias. A esta película, que fue nominada al Óscar como Mejor película extranjera en 1985, le siguieron Tacos altos (1985), Los amores de Kafka (1987), Sur (1988), ¿Dónde estás amor de mi vida que no te puedo encontrar? (1992), Las cosas del querer (2.ª parte) (1995), La balada de Donna Helena (mediometraje, 1995), Historias clandestinas en La Habana (1997), Roma (2004), 18-J (2004), Cara de queso -mi primer ghetto- (2006) y Verdades verdaderas (2011).
En teatro protagonizó Yo argentino (1976), El cuarto de Verónica (1977), Nosotros dos somos tres (1980), Vanidades (1980), Sin testigos (1989), El taller del orfebre (1981), Orinoco (1991), La noche de la iguana (1995), Monólogos de la vagina, Porteñas (2003) y La Duda (2006).
En televisión, protagonizó Hombres en pugna (ATC, 1980), No quiero resignarme (Canal 13, 1982), Apasionada (1993), Alta comedia (1995-1996) y coprotagonizó en El león y la rosa (Canal 13, 1979), Compromiso (1983), Cuentos para ver (1984), Laura y Zoe (1998), Culpables (2001) y Mujeres de nadie (2007), entre otras series y unitarios. Últimamente estuvo en el elenco de Alguien que me quiera junto a Osvaldo Laport, Miguel Ángel Rodríguez y Andrea del Boca.
A lo largo de su carrera ha recibido numerosos premios, entre ellos: Premio a la mejor actriz por Camila, otorgado en el Festival Karlovy Vary (Checoslovaquia, 1984); Premio Coral a la mejor actriz por Camila (La Habana, Cuba, 1984); Premio del Público por Camila (Biarritz, 1984); Premio Prensario por Camila (1984-1985), Premio Platea '83 (Venado Tuerto, Provincia de Santa Fe), Premio Mejor Actriz del Cine Español en Francia (2005), Premio Clarín Espectáculos (2004 y 2007), Premio Martín Fierro (2007), etc.

## Trayectoria

### Cine

El arreglo (1983), junto a Manuel Callau.

| Año  | Título                                                  | Personaje          | Notas                    |
| ---- | ------------------------------------------------------- | ------------------ | ------------------------ |
| 2022 | Canelones                                               | Voz en off         | Cortometraje             |
| 2020 | La peste del 2000                                       | Narradora          | Documental de Encuentro  |
| 2011 | Verdades verdaderas                                     | Estela de Carlotto |                          |
| 2009 | Los condenados                                          | Carolina           |                          |
| 2006 | Cara de queso                                           | Sra. Felman        |                          |
| 2004 | 18-J                                                    | Ana                | Episodio: "La vergüenza" |
| 2004 | Roma                                                    | Roma Di Toro       |                          |
| 1997 | Historias clandestinas en La Habana                     | Laura              |                          |
| 1995 | Las cosas del querer 2                                  | Silvia Hidalgo     |                          |
| 1994 | La balada de Donna Helena                               | Dueña del auto     | Mediometraje             |
| 1992 | ¿Dónde estás amor de mi vida que no te puedo encontrar? | Sarah              |                          |
| 1988 | Los amores de Kafka                                     | Milena Jesenská    |                          |
| 1987 | Sur                                                     | Rosi Echegoyen     |                          |
| 1985 | Tacos altos                                             | Luisa              |                          |
| 1984 | Camila                                                  | Camila O'Gorman    |                          |
| 1983 | El arreglo                                              | Graciela           |                          |
| 1982 | Señora de nadie                                         | Gloria             |                          |
| 1980 | Hombres en pugna                                        | Lucía              | Película para televisión |
| 1980 | Mis días con Verónica                                   | Cecilia            |                          |
| 1979 | La fiesta de todos                                      | Julia              |                          |
| 1978 | Allá lejos y hace tiempo                                | Chica #1           | Breve Cameo              |
| 1976 | Cruz del diablo                                         | Monja #2           | Breve Cameo              |
| 1973 | Las venganzas de Beto Sánchez                           | Extra              | Breve Cameo              |

### Teatro
| Año       | Obra                    |
| --------- | ----------------------- |
| 2006      | La duda                 |
| 2003      | Porteñas                |
| 2002      | Monólogos de la vagina  |
| 1996-1997 | Closer                  |
| 1995      | La noche de la iguana   |
| 1991      | Orinoco                 |
| 1989      | Sin testigos            |
| 1981      | El taller del orfebre   |
| 1980      | Vanidades               |
| 1980      | Nosotros dos somos tres |
| 1977      | El cuarto de Verónica   |
| 1976      | Yo, argentino           |

### Televisión
| Ficciones | Ficciones                               | Ficciones           | Ficciones                              | Ficciones                                   |
| Año       | Título                                  | Canal               | Personaje                              | Notas                                       |
| --------- | --------------------------------------- | ------------------- | -------------------------------------- | ------------------------------------------- |
| 2024      | La voz ausente                          | Disney+             | Sara                                   | Secundario                                  |
| 2016      | La Leona                                | Telefe              | Sofia Uribe                            | Estelar                                     |
| 2015      | Fábricas                                | TV Pública          | Elsa                                   | Coprotagonista                              |
| 2014      | Doce casas, Historia de mujeres devotas | TV Pública          | Dora                                   | Semana 6 Junio: "Historia de Dora y Marina" |
| 2014      | La celebración                          | Telefe              | Mercedes                               | Episodio: "Madre"                           |
| 2013      | Los vecinos en guerra                   | Telefe              | Teresa Rodriguez                       | Participación especial                      |
| 2013      | Historias de diván                      | Telefe              | Amalia                                 | Episodio: "Las partidas y los duelos"       |
| 2010      | Alguien que me quiera                   | El trece            | Paloma Vacarezza                       | Protagonista                                |
| 2007      | Mujeres de nadie                        | El trece            | Ana Ortega                             | Protagonista                                |
| 2005      | Ambiciones                              | Telefe              | Lucrecia Funes                         | Protagonista                                |
| 2005      | De gira                                 | América TV          | Laura                                  | Episodio: "La trampa"                       |
| 2005      | De gira                                 | América TV          | Debora                                 | Episodio: "La boda secreta"                 |
| 2001      | Culpables                               | El trece            | Perla Venturino                        | Protagonista                                |
| 1998      | Laura y Zoe                             | El trece            | Zoe                                    | Protagonista                                |
| 1996      | Poliladron                              | El trece            | Yolanda "Yuli"                         | Episodios 87, 88 y 89                       |
| 1995-1996 | Alta comedia                            | Canal 9             | Varios personajes                      | Varios episodios                            |
| 1993      | Apasionada                              | El trece / Televisa | Dolores Nelson                         | Protagonista                                |
| 1987      | Ficciones                               | Telefe              | Varios personajes                      | Protagonista                                |
| 1986      | La mentira                              | Telefe              | Verónica Fernández-Negrete de Escalada | Protagonista                                |
| 1985      | Los especial de ATC                     | ATC                 | Silvia                                 | Episodio: "La única noche"                  |
| 1985      | Maria Isabel                            | ATC                 | María Isabel Flores García             | Protagonista                                |
| 1984      | Cuentos para ver                        | El trece            | Susu                                   | Episodio: "Cuento de navidad"               |
| 1984      | Cuentos para ver                        | El trece            | Alicia                                 | Episodio: "Cuento de soledad"               |
| 1983      | Compromiso                              | El trece            | Varios personajes                      | Varios episodios                            |
| 1983      | Verdadero                               | El trece            | Paula                                  | Antagonista                                 |
| 1983      | Ha llegado una intrusa                  | ATC                 | Victoria Bernal / Helena Moreno        | Protagonista                                |
| 1982      | No quiero resignarme                    | Canal 13            | Daniela Bellaco                        | Protagonista                                |
| 1982      | La pasión de Isabel                     | ATC                 | Regina Fernández Gallardo              | Antagonista                                 |
| 1982      | Viva América                            | ATC                 | Dolores Sanchez                        | Protagonista                                |
| 1981      | Las 24 horas                            | ATC                 | Suli                                   | Episodio: "Festejo de gloria"               |
| 1981      | Santa                                   | ATC                 | Santa Argüello                         | Protagonista                                |
| 1980-1981 | Galería                                 | Canal 11            | Lucía Inés Castro                      | Protagonista                                |
| 1979      | El león y la rosa                       | Canal 13            | Nina Escalada                          | Elenco secundario                           |
| 1979      | Novia de vacaciones                     | Canal 13            | Patricia                               | Protagonista                                |
| 1978      | Cumbres Borrascosas                     | Canal 13            | Catherine Barranco                     | Protagonista                                |
| 1977      | La usurpadora                           | Canal 13            | Genoveva Durán Rocha                   | Antagonista                                 |
| 1977      | Mi hermano Javier                       | Canal 13            | Lila                                   | Elenco secundario                           |
| 1976      | Daños al corazon                        | ATC                 | Alejandra                              | Elenco secundario                           |
| 1976      | El embrujo                              | ATC                 | Victoria "Vicky" Martino               | Elenco secundario                           |
| 1975      | Sembraderos                             | ATC                 | Asía                                   | Recurrente                                  |

## Premios (breve selección de los mismos)
- Martín Fierro 2007: Actriz protagonista de novela (por Mujeres de nadie)
- Premios Clarín Espectáculos 2007 - Actriz de drama (por Mujeres de nadie)
- Premio a la Trayectoria Honorable en 2007, entregado por la Asociación Argentina de Actores y el Senado de la Nación Argentina
- Premio del Festival de Tandil 2005 - Actriz de Drama (Por Roma)
- Premio del Festival de Cine Español en Francia, 2005 - Mejor Actriz de Drama del Cine Español (Por Roma)
- Premio Clarín Espectáculos 2004 - Actriz de drama (Por Roma, de Adolfo Aristarain)
- Premio Cóndor de Plata 2004 - Actriz de drama (Por Roma)
- Premio del Festival de Nuevo Cine Latinoamericano de La Habana 2004 - Actriz de Drama (Por Roma)
- Premio Konex 1991 Cine y Teatro - Diploma de Mérito - Actriz Dramática
- Premio Prensario 1984-1985 - Actriz de Drama (Por Camila)
- Premio del Festival Karlovy Vary de Checoslovaquia 1984 - Actriz de Drama (Por Camila de María Luisa Bemberg)
- Premio Coral de La Habana 1984 - Actriz de Drama (Por Camila)
- Premio del Público de Biarritz 1984 - Actriz de Drama (Por Camila)
- Premio Platea de Venado Tuerto, Santa Fé 1983 - Actriz de Drama